# Winx Club: Misterul abisului
Winx Club III: Misterul abisului (în italiană Winx Club: Il mistero degli abissi) este al treilea film de animație 3D italian bazat în serialul de desene animate creat de Rainbow S.p.A, Winx Club. Filmul a fost avut premieră pe 4 septembrie 2014 în Italia. Regizorul filmului este Iginio Straffi. Filmul este plasat după sezonul 5 al serialului original, și urmărește aceeași temă a celui de-al cincilea sezon.

## Descriere
Trix s-au întors: ele vor să stea în Tronul Împăratului pentru a reclama puterea sa mare. Dar Trix din greșeală o evocă pe Politea. Nimfa răutăcioasă aflată încă în viață și este pregătită pentru a face un pact cu cele trei vrăjitoare. Ea le spune că trebuie ca mai întâi să activeze Tronul Împăratului. Însă, Trix trebuie mai întâi să-l să elibereze pe Tritannus din Dimensiunea Uitării, dar înainte de asta, au nevoie de o forță vitală unui rege, iar Trix s-au gândite la Sky, Regele de pe Eraklyon, și mai ales, logodnicul lui Bloom.
Trix apar în Gardenia (pe Pământ), unde Bloom și Sky petrec o zi împreună. Cele trei îi atacă pe cei doi, iar Bloom nu poate face nimic în legătură cu asta și astfel încât Trix îl sechestrează pe Sky și îl duc în Oceanul Infinit. Cele trei vrăjitoare reușesc să-l elibereze pe Tritannus și își conving fostul aliat, să li se alăture lor din nou pentru a reuși să obțină puternica Perlă a Adâncurilor. Între timp, Winx împreună cu Bloom decid să meargă să-l salveze pe Sky.
Cum vor reuși să supraviețuiască în închisoarea teribilă din Dimensiunea Uitării? Cum vor putea să-l oprească pe Tritannus și aliatele sale în reciful de corali? Nu numai vor lupta pentru a-l elibera pe Sky, dar vor trebui să facă față și dezechilibrului din Oceanul Infinit.

## Actorii

#### Winx
- Letizia Ciampa ca Bloom
- Perla Liberatori ca Stella și Sonna
- Illaria Latini ca Flora
- Gemma Donati ca Musa
- Domitilla D'Amico ca Tecna
- Laura Lenghi ca Layla

#### Specialiști
- Marco Vivo ca Sky

#### Trix
- Tatiana Dessi ca Icy
- Valeria Vidall ca Stormy
- Federica De Bortoli ca Darcy

#### Personaje aliate cu Trix
- Alberto Bognanni ca Tritannus
- Alessandra Korompay ca Politea

#### Personaje aliate cu Winx
- Rachele Paolelli ca Omnia și Lithia
- Ilaria Giorgino ca Serena
- Francesca Rinaldi ca Illiris
- Veronica Cannizzaro ca Desirée
- Gaia Bolognesi ca Lemmy
- Ivan Andreani ca Kiko
- Emanuela Rossi ca Faragonda
- Franca Lumachi ca Griselda
- Luigi Ferraro ca Wizgiz

## Coloana sonoră
Coloana sonoră a filmului, are la fel ca și celelalte două filme un album cu toate melodiile auzite în film. Aceasta are trei versiuni, cea originală în italiană, una în engleză și una în română.
- Alături suntem Winx - Noi Siamo Winx - We All Are Winx
- Strălucim - Luce immensa - Magic All Around
- Puterea Sirenix - Potere Sirenix - The Power of Sirenix